# Schi fond la Jocurile Olimpice de iarnă din 2022
Probele sportive de schi fond la Jocurile Olimpice de iarnă din 2022 s-au desfășurat în perioada 5-20 februarie 2022 la Centrul de schi nordic și biatlon din Guyangshu din Zhangjiakou, China.

## Sumar medalii

### Clasament pe țări
| Loc   | Țară                       | Aur | Argint | Bronz | Total |
| ----- | -------------------------- | --- | ------ | ----- | ----- |
| 1     | Norvegia                   | 5   | 1      | 2     | 8     |
| 2     | Comitetul Olimpic Rus      | 4   | 4      | 3     | 11    |
| 3     | Finlanda                   | 1   | 2      | 3     | 6     |
| 4     | Suedia                     | 1   | 2      | 1     | 4     |
| 5     | Germania                   | 1   | 1      | 0     | 2     |
| 6     | Statele Unite ale Americii | 0   | 1      | 1     | 2     |
| 7     | Italia                     | 0   | 1      | 0     | 1     |
| 7     | Austria                    | 0   | 0      | 1     | 1     |
| 7     | Franța                     | 0   | 0      | 1     | 1     |
| Total | Total                      | 12  | 12     | 12    | 36    |

## Probe

### Masculin
| Probă sportivă                 | Aur                                                                                        | Aur       | Argint                                                                                      | Argint    | Bronz                                                                             | Bronz     |
| 15 km clasic detalii           | Iivo Niskanen · Finlanda                                                                   | 37:54,8   | Alexander Bolșunov Comitetul Olimpic Rus                                                    | 38:18,0   | Johannes Høsflot Klæbo · Norvegia                                                 | 38:32,3   |
| 30 km schiatlon detalii        | Alexander Bolșunov Comitetul Olimpic Rus                                                   | 1:16:09,8 | Denis Spițov Comitetul Olimpic Rus                                                          | 1:17:20,8 | Iivo Niskanen · Finlanda                                                          | 1:18:10,0 |
| sprint liber detalii           | Johannes Høsflot Klæbo · Norvegia                                                          | 2:58,06   | Federico Pellegrino · Italia                                                                | 2:58,32   | Alexandr Terentiev Comitetul Olimpic Rus                                          | 2:59,37   |
| sprint clasic echipe detalii   | Norvegia (NOR) · Erik Valnes · Johannes Høsflot Klæbo                                      | 19:22,99  | Finlanda (FIN) · Iivo Niskanen · Joni Mäki                                                  | 19:25,45  | Comitetul Olimpic Rus Alexander Bolshunov Alexander Terentyev                     | 19:27,28  |
| 50 km start în masă[a] detalii | Alexander Bolșunov Comitetul Olimpic Rus                                                   | 1:11:32,7 | Ivan Yakimushkin Comitetul Olimpic Rus                                                      | 1:11:38,2 | Simen Hegstad Krüger · Norvegia                                                   | 1:11:39,7 |
| ștafetă 4x10 km detalii        | Comitetul Olimpic Rus Aleksey Chervotkin Alexander Bolshunov Denis Spitsov Sergey Ustiugov | 1:54:50,7 | Norvegia (NOR) · Emil Iversen · Pål Golberg · Hans Christer Holund · Johannes Høsflot Klæbo | 1:55:57,9 | Franța (FRA) · Richard Jouve · Hugo Lapalus · Clément Parisse · Maurice Manificat | 1:56:07,1 |

aAceastă probă a fost micșorată la 28,4 km din cauza vântului foarte puternic și a temperaturilor scăzute.

### Feminin
| Probă sportivă               | Aur                                                                                      | Aur       | Argint                                                                                | Argint    | Bronz                                                                            | Bronz     |
| 10 km clasic detalii         | Therese Johaug · Norvegia                                                                | 28:06,3   | Kerttu Niskanen · Finlanda                                                            | 28:06,7   | Krista Pärmäkoski · Finlanda                                                     | 28:37,8   |
| 15 km schiatlon detalii      | Therese Johaug · Norvegia                                                                | 44:13,17  | Natalia Nepreaeva Comitetul Olimpic Rus                                               | 44:43,9   | Teresa Stadlober · Austria                                                       | 44:44,2   |
| sprint liber detalii         | Jonna Sundling · Suedia                                                                  | 3:09,68   | Maja Dahlqvist · Suedia                                                               | 3:12,56   | Jessie Diggins · Statele Unite ale Americii                                      | 3:12,84   |
| sprint clasic echipe detalii | Germania (GER) · Katharina Hennig · Victoria Carl                                        | 22:09,85  | Suedia (SWE) · Maja Dahlqvist · Jonna Sundling                                        | 22:10,02  | COR Yuliya Stupak Natalya Nepryayeva                                             | 22:10,56  |
| 30 km start în masă detalii  | Therese Johaug · Norvegia                                                                | 1:24:54,0 | Jessie Diggins · Statele Unite ale Americii                                           | 1:26:37,3 | Kerttu Niskanen · Finlanda                                                       | 1:27:27,3 |
| ștafetă 4x5 km detalii       | Comitetul Olimpic Rus Yuliya Stupak Natalya Nepryayeva Tatiana Sorina Veronika Stepanova | 53:41,0   | Germania (GER) · Katherine Sauerbrey · Katharina Hennig · Victoria Carl · Sofie Krehl | 53:59,2   | Suedia (SWE) · Maja Dahlqvist · Ebba Andersson · Frida Karlsson · Jonna Sundling | 54:01,7   |